# Улица Лебедева (Кронштадт)
Улица Лебедева — улица в Кронштадте. Соединяет улицу Комсомола с Ильмяниновой улицей параллельно улице Петровской к северу от последней. Нумерация домов осуществляется с востока на запад, протяжённость магистрали — 330 метров.
В некоторых источниках упоминается как улица Алексея Лебедева.

## История
Известна с XVIII века как Наличная улица, так же упоминается в путеводителе Столпянского (1923 год); под этим именем просуществовала до 30 октября 1957 года, когда было принято решение переименовать её в честь подводника, поэта-мариниста Алексея Алексеевича Лебедева.

## Здания, сооружения, организации
- дом 2 — Медсанчасть № 66 Кронштадтского Морского завода[6];
- дом 3 — ЖЭС № 3;
- дом 5А — ГОУ средняя общеобразовательная школа № 427 Кронштадтского района[7].

## Достопримечательности
- На фасаде дома 3 (угол улицы Мануильского) установлена памятная доска А. А. Лебедеву[5].
- Квартал между улицами Лебедева, Петровской, Аммермана и безымянным переулком занимает Романовский сквер, созданный в XIX веке[8]. В 1967 году в сквере был установлен памятник подвигам работников Кронштадтского Морского завода в годы Великой Отечественной войны. Автор памятника — кронштадтский скульптор В. А. Ануфриев[9].

## Транспорт
Движение общественного транспорта по улице отсутствует. На пересечении с улицей Аммермана находится остановка автобуса № 3Кр.

## Пересечения
С востока на запад:
- Ильмянинова улица
- улица Мануильского
- улица Аммермана
- улица Комсомола